# Massimo Gobbi
Massimo Gobbi (Milánó, 1980. október 31. –) válogatott olasz labdarúgó, a AC ChievoVerona hátvédje.

## Pályafutása

### Klubcsapatban
1998–99-ben a Pro Sesto, 1999–2004 között a Treviso labdarúgója volt. Utóbbi csapatból 2001–02-ben Giugliano, 2002–03-ban az AlbinoLeffe együttesében szerepelt kölcsönben. 2004–2006 között a Cagliari, 2006–2010 között a Fiorentina,  2010–2015 között a Parma,  2015–2018 között a Chievo játékosa volt. 2018–19-ben a Parma csapatában fejezte be az aktív játékot.

### A válogatottban
2006-ban egy alkalommal szerepelt az olasz válogatottban.

## Statisztika

### Mérkőzése az olasz válogatottban
| Olaszország | Olaszország         | Olaszország                     | Olaszország | Olaszország | Olaszország  | Olaszország | Olaszország | Olaszország |
| #           | Dátum               | Helyszín                        | Hazai       | Eredmény    | Vendég       | Kiírás      | Gólok       | Esemény     |
| ----------- | ------------------- | ------------------------------- | ----------- | ----------- | ------------ | ----------- | ----------- | ----------- |
| 1.          | 2006. augusztus 16. | Livorno, Armando Picchi Stadion | Olaszország | 0 – 2       | Horvátország | barátságos  | -           | 75'         |
|             | Összesen            |                                 |             | 1           | mérkőzés     |             | 0           | gól         |